# 梅尔·克拉克
梅尔·克拉克（英語：Mel Clarke，1982年9月2日—），英国女子射箭运动员，主攻复合弓。她曾代表英国参加2008年和2012年夏季残疾人奥林匹克运动会射箭比赛，获得一枚银牌和一枚铜牌。